# F1 2011 (joc video)
F1 2011 este un joc video dezvoltat de Codemasters, bazat pe sezonul de Formula 1 din 2011. Jocul a fost lansat în 2011/2012 pe Microsoft Windows, Nintendo 3DS, PlayStation 3, PlayStation Vita și Xbox 360. Motorul jocului se bazează pe motorul EGO 2.0 .

## Detalii
Toate cele douăsprezece echipe și cei douăzeci și patru de piloți care au început sezonul 2011 sunt prezentați în joc, deși schimbările de piloți la mijlocul sezonului nu au avut loc din cauza restricțiilor de licențiere. Este prezent întreg calendarul de nouăsprezece circuite din sezonul 2011, inclusiv noul Circuit Internațional Buddh din India. Anumite circuite au și tranziții de la zi la noapte.
Obiectivul F1 2011 este „Fii Pilotul, Trăiește Viața, Du-te la Competiție” și că aspectele multiplayer ale jocului sunt subliniate ca parte a acestui lucru. Multiplayer online are maximum șaisprezece jucători într-o cursă, cu opțiunea de a include încă opt mașini controlate de AI. Obiectivele sunt incluse și în multiplayer. Este implementat un mod multiplayer cu ecran împărțit, la fel ca și un campionat online de cooperare. Mașina de siguranță a fost implementată în joc ca urmare a absenței sale în F1 2010 și este disponibilă în curse care reprezintă 20% din distanța reală a cursei sau mai mult. Steagurile roșii sunt incluse și pentru situațiile în care mașina de siguranță nu poate ocoli pista, dar nu și pentru condiții meteorologice extreme. Modificările regulilor pentru sezonul 2011, inclusiv KERS, DRS și anvelopele Pirelli sunt, de asemenea, prezentate în joc.
La fel ca în F1 2010, toți piloții sunt din structurile inițiale ale echipelor din sezonul 2011. Piloții de rezervă (Bruno Senna, Karun Chandhok, Pedro de la Rosa și Daniel Ricciardo) nu sunt incluși în joc.

## Caracteristici
Caracteristicile jocului includ un mod de carieră în care jucătorul face un pilot și simulează experiența de conducere. Un alt mod este Marele Premiu în care se alege un pilot profesionist și se creează un sezon de Formula 1. Există, de asemenea, un mod „Terenuri de probă” în care este o probă contra cronometru pentru a concura cu alți jucători din întreaga lume. Există, de asemenea, o opțiune Multiplayer în care se poate concura cu alți jucători într-o varietate de moduri de joc.

## Recepție
Versiunile pentru PC, PlayStation 3 și Xbox 360 au primit recenzii „favorabile”, în timp ce versiunile PlayStation Vita și Nintendo 3DS au primit „recenzii mixte sau medii”, potrivit site-ului de agregare a recenziilor, Metacritic.